# الحزب الكيبيكي
الحزب الكيبيكي (بالفرنسية: Parti québecois، اختصاراً PQ)‏ هو حزب سياسي يقع في يسار الوسط في كيبيك، الإقليم الكندي، يعمل على الساحة الإقليمية، الحزب يدعو إلى استقلال كيبيك والانفصال عن كندا. وحماية اللغة الفرنسية. فاز في الانتخابات للمرة الأولى في انتخابات عام 1976. ويشكل الآن (2012) الحزب الأكثر تمثيلية في في برلمان كيبيك. الحزب يعتبر نفسه ديمقراطي اجتماعي في الطيف السياسي لكيبيك. زعيمته الحالية هي باولين ماروا.
ويسمى عضوا في هذا الحزب «بيكيست» (بالفرنسية: péquistes، اللفظ [peˈkist])‏، من لفظ اختصار اسم الحزب (PQ). في عام 2011، كان الحزب يضم حوالي 90,000 عضو 

## وصلات خارجية
- الموقع الرسمي للحزب